# オニタケ
オニタケ（鬼茸、学名: Lepiota aspera）は、全世界に分布するハラタケ科キツネノカラカサ属に属する中型のキノコ（菌類）。傘の表面につく角のような暗褐色の尖ったイボが特徴で、和名「オニタケ」の由来となっている。毒キノコの一つとして扱われるが、有毒成分は不明。

## 分布・生態
世界の雑木林や草地に分布する。腐植土に好んで生える。
腐植菌。子実体は夏から秋に発生する。雑木林の林床、庭園内や公園の花壇や植木地、人家付近、道端などで見ることができ、腐植土に好んで生える。

## 形態
子実体は、傘と柄からなる。傘は径7 - 10センチメートル (cm) 。幼菌のときは円錐形であるが、やがて丸山形からまんじゅう形となり、成菌になると傘の中央が中高の扁平となる。傘表面は黄褐色から赤褐色の繊維に覆われ、さらに先のとがった暗褐色のいぼが多数ついている。しかし、いぼは落ちやすい。傘の中央ほど褐色が濃くなっている。生長すると表皮が割れて地肌がのぞくようになる。傘の裏のひだは白色で密、分岐し、やや幅広く、柄に対して離生している。胞子紋は白色。
柄の高さは8 - 10 cmで、中空で、ほぼ上下同大であるが根元はやや膨らむ。柄の途中に大きく垂れ下がった膜質のツバがあり、柄の色はそのつばから下は淡い褐色、ツバから上は白色になっている。柄の下方ほどに淡褐色でりん片をおびる。ツバは縁は褐色を帯びる。肉は白色でやや厚く、不快な匂いがある。

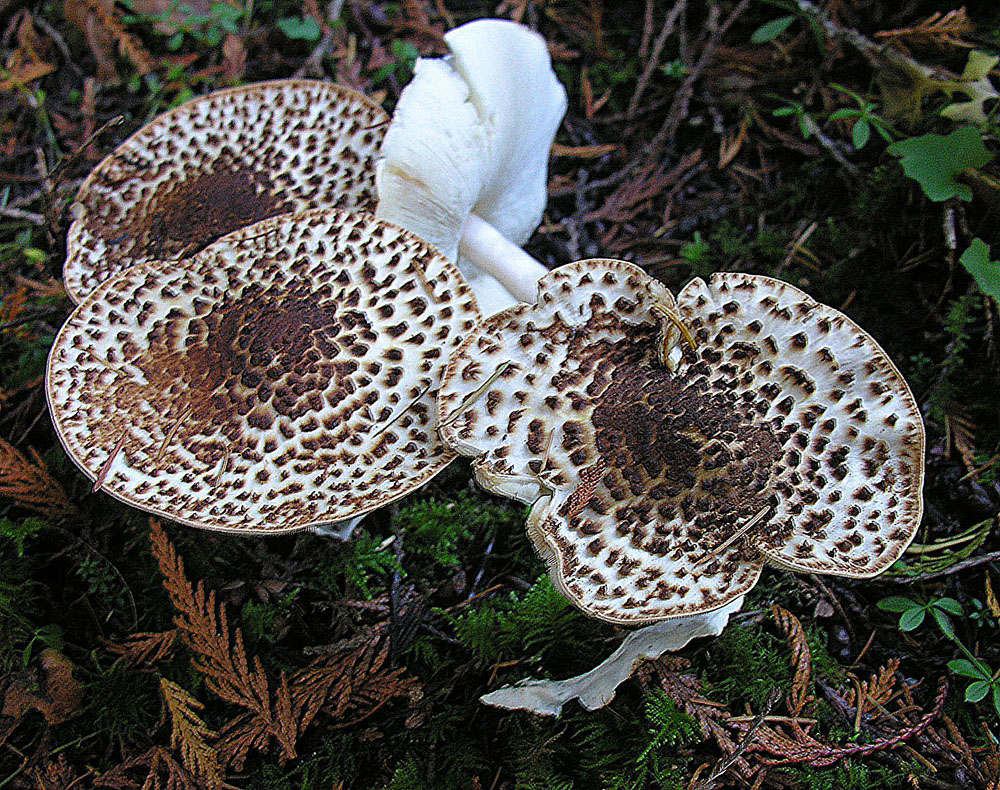
傘表は多数の暗褐色のイボがあり、傘裏のヒダは白色
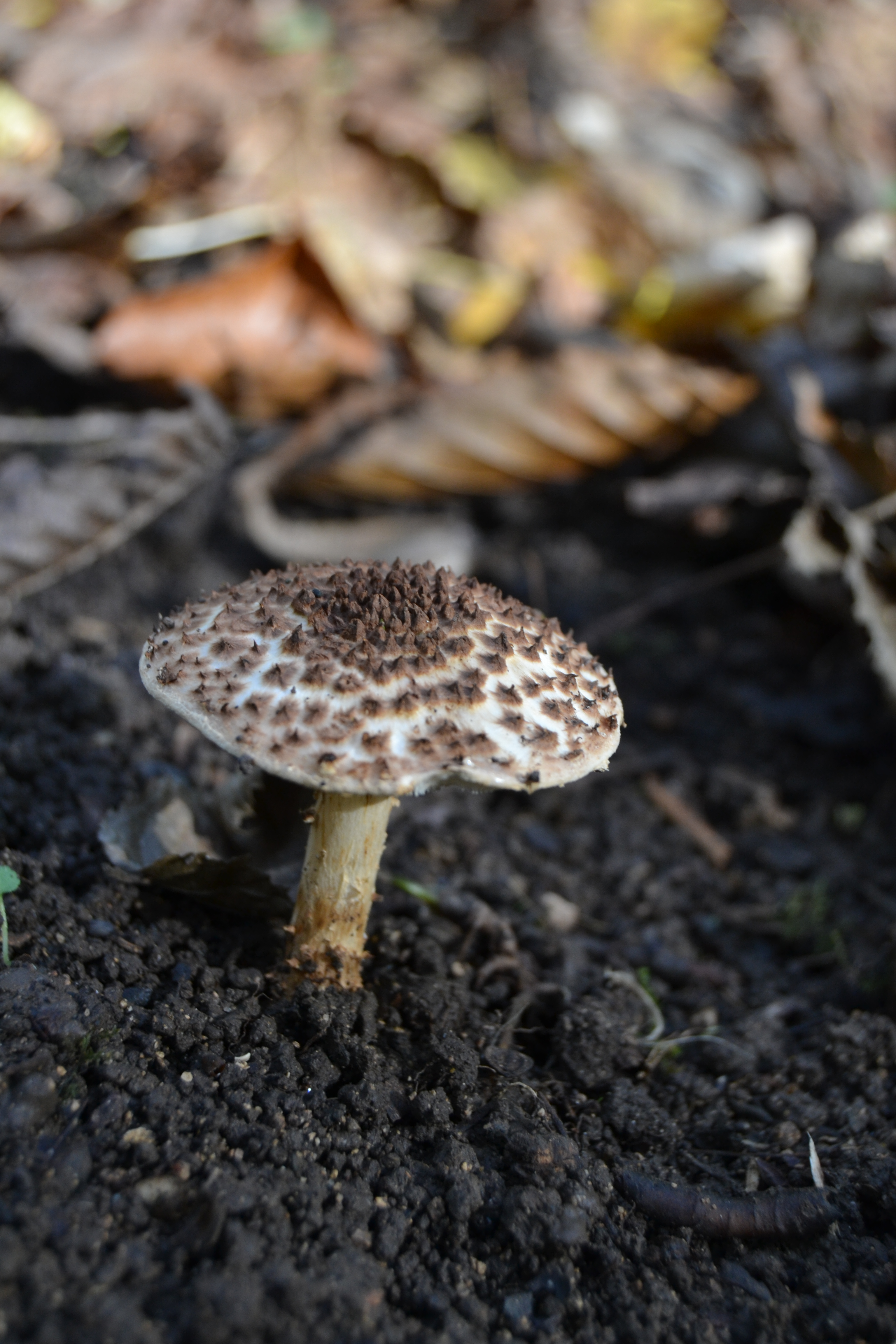
イボは尖った小突起になっているのが特徴

## 毒性・利用
オニタケは日本では昔から食用とはされていなかったため、あまり問題にはされてこなかったが、消化器系の中毒症状が出る毒を持っているとされている事から、毒キノコに分類される。ハラタケ科のなかまには毒キノコもあり、図鑑によってはオニタケを毒キノコと紹介しているものもある。しかしその一方で、美味しいと紹介している資料もあり、諸説混在しているのも実情である。トランス-オクタ-1,5-ジエン-3-オールというチーズダニ誘引物質を成分として含むことが知られているが、毒成分については不明のままである。
傘の部分も柄の部分も白色で味や匂いは特にないため、間違えて食べないようにする必要がある。
一方で、食べる場合を紹介をしている資料では、茹でこぼすなどの処理をしてからすき焼きやバター炒め、汁物などに調理し、食べ過ぎないように注意喚起している。